# Estação Jibek Joly
Jibek Joly (em cazaque:  Жібек Жолы, em russo:  Жибек Жолы) é uma das estações terminais da linha Primeira do metropolitano de Almati, no Cazaquistão.